# Lueng (Jangka)
Lueng is een bestuurslaag in het regentschap Bireuen van de provincie Atjeh, Indonesië. Lueng telt 515 inwoners (volkstelling 2010).